# Théorie de l'évanouissement
La théorie de l'évanouissement est l'hypothèse selon laquelle Jésus de Nazareth ne serait pas mort sur la Croix mais aurait survécu à sa crucifixion. Il serait tombé dans un coma profond qui aurait fait croire à tous les témoins qu'il était mort.

## Les sources orientales persanes
L'historien persan Mir Muhammad ben Khawand (en) est l'auteur, en 1417 du livre Rauza-tus-Safa fi Sirat-ul-Ambia wal Muluk wal Khulafa (en) (« Jardins de la pureté sur la biographie des prophètes, des rois et des califes »). Il y mentionne une tradition concernant une visite de Jésus et Marie à Nasibain (actuelle Nusaybin), :
« Jésus (la paix soit sur lui) a été appelé « le Messie » parce qu'il était un grand voyageur. Il portait une écharpe de laine sur sa tête et un manteau de laine sur son corps. Il avait un bâton dans sa main ; il avait l'habitude d'errer d'un pays à l'autre et de ville en ville. À la tombée de la nuit il restait où il était arrivé. Il mangeait des plantes des forêts, buvait l'eau des forêts, et voyageait à pied. Ses compagnons, dans un de ses voyages, lui avaient une fois acheté un cheval ; il a monté ce cheval pendant un jour, mais comme il ne pouvait pas le nourrir, il l'a renvoyé. Voyageant dans son pays, il est arrivé à Nasibain. Avec lui étaient quelques-uns de ses disciples qu'il avait envoyé dans la ville pour prêcher. Dans la ville, cependant, il courait des rumeurs fausses et infondées au sujet de Jésus (que la paix soit sur lui) et de sa mère. Le gouverneur de la ville a donc arrêté les disciples et a appelé Jésus. Celui-ci a miraculeusement guéri quelques personnes et a exhibé d'autres miracles. Le roi du territoire de Nasibain, avec toutes ses armées et ses personnes, est devenu alors un sectateur de Jésus. La légende de la descente de la nourriture, contenue dans le saint Coran, appartient aux jours de ses voyages. »
— Traduction tirée du site « Noosphère - Teilhard de Chardin »,,
Le perse Faquir Muhammad dit que, Jésus aurait envoyé de Damas Thomas (apôtre) à Nisibis (aujourd'hui Nusaybin près d'Édesse (chrétienne) pour en guérir le roi et ce avant de s'y rendre lui-même avec Marie. Jésus quitta Nisibis sans Thomas en se faisant appeler Yuz Assaf et gagne la Perse puis l'Afghanistan avant de se rendre au Cachemire. Les traditions iraniennes au sujet de Jésus ou d'Îsâ sont similaires.Plusieurs écrivains perses, comme Faquir Muhammad ou l'historien Mir Muhammad ben Khawand racontent qu'après la guérison d'Abgar V, Jésus, sa mère Marie et des disciples dont le nom n'est pas cité où figure parfois le nom de l'apôtre Thomas, se sont rendus à « Nisibis près d'Édesse ». Après des problèmes avec le roi local, Jésus le guérit, puis Thomas et lui-même repartent pour des prédications dans deux régions différentes.

## Les sources issues de l'hindouisme
Une section datant selon certaines sources du XVIIIe siècle, mais plus probablement apocryphe, et créée au XIXe siècle du Bhavishya Purana (l'un des 18 Puranas hindous écrits en sanskrit) raconte une rencontre entre le roi Shalivahana et Jésus (Îsâ) près de Srinagar en Inde bien longtemps après la crucifixion. D'autres passages de ce Purana parlent de Jésus sous le nom d'Îsâ. L'un d'entre eux utilise le mot Masiha (Messie) sans que le nom d'Îsâ lui soit associé. Selon Swami Parmeshwaranand, ce passage (sl. 29 cd-30ab) semble suggérer que Jésus était appelé le Masiha, parce que, étant le Seigneur immuable (acala) lui-même, il a fait disparaître les éléments transitoires (cala).
En se fondant sur le travail de F. E. Pargiter qui détecte des sujets bibliques introduits bien après le Ve – IVe siècle av. J.-C. en rapport avec la diffusion du christianisme et bien que Pargiter ne mentionne pas ce passage, Swami Parmeshwaranand estime logique de lui appliquer la même conclusion. L'introduction du christianisme en Inde est probablement antérieure au IIIe siècle, comme le montrent les travaux sur les Nasrani ou Nasrani Mappila, découverts par Vasco de Gama et appelés aujourd'hui Chrétiens de saint Thomas, qui existent au Kérala avant cette date. Leurs Traditions indiquent que leurs communautés auraient été fondées par l'apôtre Thomas vers 55, après que celui-ci a quitté le royaume indo-parthe du Taxila,, voisin du Ladakh où le Bhavishya Purana situe la rencontre entre Jésus et Shalivahana.
« Shalivahan, qui était le petit-fils de Bikrama Jit, prit les rênes du gouvernement. Il vainquit les hordes des Chinois, des Parthes, des Scythes et des Bactriens. Il tira une frontière entre les Aryas et les Mlecchas et ordonna à ces derniers de se retirer de l'autre côté de l'Inde. Un jour, Shalivahan, le chef des Sakyas, vint dans les Himalayas. Là, dans le pays du Hun, le puissant roi vit un homme assis sur une montagne qui semblait promettre de bons auspices. Sa peau était belle et il portait des vêtements blancs. Le roi demanda au saint homme qui il était. L'autre répondit : « Je suis appelé un fils de Dieu, né d'une vierge, ministre des non-croyants, sans relâche à la recherche de la vérité. » Le roi lui demanda alors : « Quelle est ta religion ? » L'autre répondit : « Ô grand roi, je viens d'un pays étranger où il n'y a plus de vérité et où le mal ne connaît pas de limites. Dans le pays des non-croyants, je suis apparu comme le Messie. Mais la démone Ihamasi des barbares (dasyu) s'est manifestée sous une forme terrible ; on m'a livré à elle à la manière des non-croyants et j'ai fini dans le royaume d'Ihamasi. Ô roi, prête ton oreille à la religion que j'ai apporté aux non-croyants ; après la purification de l'essence et du corps impur et après avoir cherché refuge dans les prières du Naigama, l'homme priera l'Éternel. Au travers de la justice, de la vérité, de la méditation et de l'unité de l'esprit, l'homme trouvera son chemin vers Îsâ dans le centre de la lumière. Dieu, aussi ferme que le soleil, unira finalement en lui-même l'esprit de tous les êtres qui errent. Ainsi, ô roi, Ihamasi sera détruite ; et la bienheureuse image d'Îsâ, le donneur de bonheur, restera à jamais dans le cœur ; et j'étais appelé Îsâ-Masih. » Après que le roi eut écouté ces paroles, il prit l'enseignant des non-croyants et l'envoya dans leur pays impitoyable. »
— Citation extraite d'une traduction du Bhavishya Purana tirée du site de Yogi Ramsuratkumar Bhavan
Dans sa première époque en Inde, Jésus, selon ce texte, aurait été connu comme Îsâ. Selon Parmeshwaranand, un spécialiste de l'hindouisme il aurait été connu au Cachemire sous le nom de Yuz Asaf. La thèse est contestée par une majorité d'experts, par exemple par la spécialiste de l'hindouisme et philologue, Wendy Doniger,,.

## Les réponses de l'ahmadisme

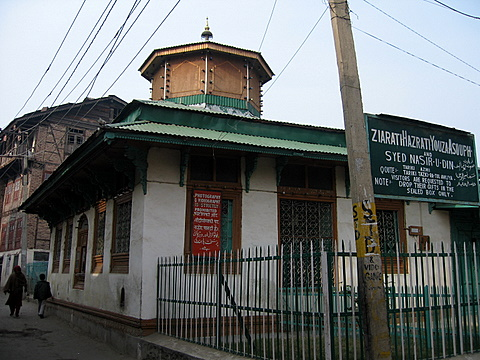
Roza Bal, le tombeau supposé de Jésus à Srinagar

Les Ahmadis sont une communauté fondée dans les Indes britanniques à la fin du XIXe siècle par Mirza Ghulam Ahmad qui a composé une tradition nouvelle en reprenant diverses traditions et récits, notamment autour de Yuz Asaf, existants chez certains musulmans et aussi chez des hindouiste du Pakistan et du Cachemire,, que l'on retrouve dans des textes en sanskrit. Ils vouent à Yuz Asaf qui pour eux est Jésus — appelé Îsâ-masiha ou simplement almasiha (le Messie) et connu par la population locale également sous les noms de Shahazada nabi (le « Prince prophète ») et de Hazrat Isa sahib (« Son éminence le maître Îsâ ») — un culte tout comme aux saints de l'islam autour du Roza Bal, le tombeau de Yuz Asaf situé à Srinagar. Selon eux, Jésus est un prophète de Dieu qui aurait été déposé de la croix en état de coma avancé ce qui aurait fait croire à sa mort. Après quelques apparitions à ses disciples pour mettre en place sa prédication, il serait venu vivre la plupart du temps de l'autre côté de l'Euphrate qui n'était pas sous le contrôle des Romains. Il se serait beaucoup déplacé cherchant à rassembler les Tribus perdues d'Israël, ce qui l'aurait conduit à Srinagar, via Nisibe, Herat, Peshawar,. Selon Ghulam Ahmad, toutes ces régions auraient conservé dans leurs traditions le souvenir de son passage et il juge cet itinéraire logique si Jésus recherchait les Tribus perdues d'Israël. Dans les sources indiennes, Îsâ (Jésus) est décrit aussi comme « un grand voyageur ». Il serait venu finir sa vie au Cachemire à l'âge symbolique de 120 ans.
Selon les Ahmadis, on retrouve partiellement ces éléments dans la tradition Hindoue, notamment dans le Bhavishya Purana, dont ils se servent aussi pour appuyer leur conviction, qui contient un passage qui raconte une rencontre entre Shalivahana et Îsâ-masiha près de Srinagar quelques années après sa crucifixion.
Mirza Ghulam Ahmad indique que selon des traditions présentes dans l'espace perse et en Inde, Jésus aurait été guéri des séquelles de la crucifixion, par une pommade bien précise, qui à la suite de cet événement se serait appelé « Marham-i-Isa » (pommade d'Îsâ). Il utilise l'abondance des mentions de cette pommade dans les traités médicaux en farsi, en arabe, dont un qui d'après lui aurait été compilé à l'époque de Jésus et traduit en arabe sous le règne de Mamun al-Rashid, pour tenter de démontrer l'ampleur de la diffusion de cette tradition et son ancienneté.
Une inscription dédicatoire située sur les restes d'un monument réputé avoir été construit sous le règne de Gopananda (roi au Cachemire dans la seconde partie du Ier siècle), indique que ce monument a été construit l'année où Yuz Asaf a lancé son appel prophétique. Il ne s'agit pas de l'inscription originale, mais d'une traduction en persan ancien effectuée sous le règne du sultan Zein el-Abdeline, vers 874. Sur une pierre massive accolée à la pierre tombale de Yuz Asaf ont été gravés l'empreinte de deux plantes de pied stylisées, sur lesquelles figurent deux représentations de cicatrices laissées par un clou qui aurait traversé ses deux pieds, qui montrent que Yuz Asaf est considéré comme un crucifié ayant survécu à son supplice. Il semble toutefois qu'aucune datation de cette représentation épigraphique ait été faite.
Shaikh al Sa'id us Sadiq (mort en 962) écrit que Budasaf est allé en Inde et qu'il est mort au Cachemire.
Cette tradition concernant Budasaf/Yuzasaf est connue par le groupe religieux issu de l'ahmadisme et qui vénère le tombeau de Yuzasaf dit de Jésus à Srinagar (en cachemiri : श्रीनगर) au Cachemire,.
- « Jésus (paix sur lui), fils de Marie, descendra sur terre... Il se mariera, vivra 45 ans puis mourra. Il sera enterré à mes côtés [Mohammad] dans ma tombe. Ainsi Jésus (paix sur lui), fils de Marie, et moi ressusciterons de la même tombe, entre Abou Bakr et Oumar »(Mishkat-ul-Masabih, 40:4) sur le web Ahmadi[43]

- « Jésus (paix sur lui) se mariera et aura un enfant à son retour. Après sa mort, les Musulmans accompliront la dernière prière sur lui et l'enseveliront dans Raouza-i-Aqdas »[44].

- « Jésus (paix sur lui) mourra après 40 ans d'existence sur terre. À sa mort, les musulmans accompliront la dernière prière sur lui et l'enseveliront »[45].

- « Jésus a vécu jusqu'à 120 ans »[46],[47].

Toutefois pour leurs détracteurs chrétiens, la christologie messianique des Ahmadis a été composée à la fin du XIXe siècle par le fondateur de ce mouvement hétérodoxe musulman. Ils estiment que contrairement à ce qu'affirme Mirza Ghulam Ahmad, il n'y avait pas de traditions qui liaient Jésus à Yuz Asaf, avant le XIXe siècle. Pour eux, Mirza Ghulam Ahmad a construit son personnage à partir de la légende chrétienne de Barlaam et Josaphat. Pour les ahmadis, au contraire la légende chrétienne vient du livre en sanskrit appelé Lalila-Vistara ou Lalitavistara sūtra qui date du IIe – IVe siècle. Le Bouddhisme mahāyāna, qui naît au nord de Srinagar au Ier siècle serait en effet entré en contact avec Jésus et aurait composé un texte légendé à partir de son personnage. Le nom de Yuz Asaf ayant été modifié en Budasaf, car pour eux Jésus était un bodhisattva, c'est-à-dire un être promis à l'éveil. Selon eux, le fait que l'on trouve la parabole du semeur dans ce texte en sanskrit tout comme dans l'évangile selon Marc en est une preuve.
Certains détracteurs[Qui ?] de l'ahmasisme mettent l'accent sur l'irrespect de Mirza Ghulam Ahmad pour la figure de Jésus-Christ, une accusation niée par ses partisans qui estiment que l'allégation est sans fondements et citent Mirza Ghulam Ahmad :
« Nous informons nos lecteurs que notre croyance au sujet de Jésus est très noble. Nous croyons sincèrement qu'il était un vrai prophète d'Allah, et il l'aimait... Par conséquent, nous le tenons en très grande estime conformément à son statut privilégié. »
— (Nur-ul-Qur'an, partie 2, Ruhani Khaza'in, vol. 9, p. 374)
Les revendications de Novotovich et Mirza Ghulam Ahmad sont rejetées par les  universitaires Schneemelcher et Beskow. Le matériau de Nicolaj Notovič et de Mirza Ghulam Ahmad a été examiné et rejeté par des historiens comme l’orientaliste Günter Grönbold (1985) et Norbert Klatt (1988) mais a été confirmé par d’autres chercheurs comme le professeur d’histoire des religions Holger Kersten (1997),

## La tradition musulmane de la substitution
Le Coran remet en cause explicitement la crucifixion de ʿĪsā par les Juifs : « Or, ils ne l'ont ni tué ni crucifié; mais ce n'était qu'un faux semblant ! Et ceux qui ont discuté sur son sujet sont vraiment dans l'incertitude : ils n'en ont aucune connaissance certaine, ils ne font que suivre des conjectures et ils ne l'ont certainement pas tué » (Sourate 4, 157).
Selon les commentateurs musulmans, Jésus de Nazareth n'a pas été crucifié par les Juifs. Dieu a donné l'illusion aux Juifs qu'ils avaient crucifié Jésus mais c'est une ruse contre son peuple qui a trahi son alliance, Dieu l'ayant rappelé vivant auprès de lui.
Ainsi, à propos de la crucifixion, Tabarî (839-923) rapporte l'épisode suivant : « Les juifs traînèrent ʿĪsā à un endroit où ils avaient préparé une croix pour le crucifier, et un grand nombre de juifs se rassemblèrent autour de lui. Ils avaient un chef nommé Yesûʿa, qui était également parmi eux. Quand ils voulurent attacher ʿĪsā à la croix, Dieu l'enleva à leurs regards et donna la forme et l'aspect de `Îsâ à Yesûʿa, leur chef. […] Quand ils regardèrent, ils virent Josué entièrement ressemblant à Îsâ, et ils le saisirent. Il dit : "Je suis Josué". Ils répondirent : "Tu mens ; tu es ʿĪsā, tu t'es dérobé à nos regards par la magie ; maintenant la magie est passée et tu es devenu visible". Il protesta en vain qu'il était Josué ; ils le tuèrent et l'attachèrent à la croix. Quant à ʿĪsā, Dieu l'éleva, au ciel comme il est dit dans le Coran : "Ils ne l'ont pas tué et ils ne l'ont pas crucifié, mais ce n'était qu'un faux-semblant" (Coran IV, 157) ». La thèse du sosie crucifié est reprise par de nombreux commentateurs musulmans qui proposent plusieurs personnages crucifiés à la place de Jésus : Simon de Cyrène, Judas Iscariote (thèse popularisée par l'Évangile de Barnabé datant du XVIe siècle), Ponce Pilate, voire l'apôtre Pierre.
Toutefois, pour le chrétien Michael Marx, l'ambiguïté du passage du coran sur lequel se fonde leur affirmation prête à discussion.
En 1939 l’imam de la mosquée de Londres (1936-1946) J. D. Shams publie un ouvrage La Tombe de Jésus en Inde.

## Tombe du Christ au Japon

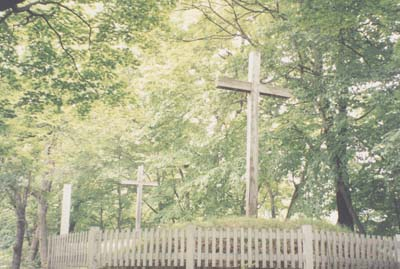
Les tombes de Shingō.

La tombe du Christ de Shingō (新郷村, Shingō-mura) est une attraction touristique et un lieu de culte situé dans la ville de Shingō. Le récit légendaire issu des Manuscrits Takenouchi indique qu'il s'agirait de la tombe de Daitenku Taro Jurai, l'identité sous laquelle se serait caché Jésus-Christ après avoir échappé à la crucifixion. La légende locale tire son origine d'une reconstruction théologique shintoïste du XIXe siècle visant à intégrer des éléments du christianisme afin de soutenir l'identité japonaise. La légende se crée à la suite d'une prétendue découverte en 1935. Depuis 1964, un Festival du Christ s'y tient annuellement. La zone touristique comporte également un musée. Le site attire chaque année entre 10 000 et  30 000 Japonais.
L'existence de ces tombes est à la racine d'une légende comportant plusieurs variantes selon laquelle Jésus est venu au Japon à l'âge de vingt-et-un an. Il pose le pied à Amanohashidate avant de se rendre à Toyama afin d'y étudier pendant onze ans aux côtés d'un prêtre shinto et d'autres religieux. Il retourne en Judée à l'âge de trente-trois ans en passant soit par Monaco, soit par le Maroc.
Selon les récits locaux, il dévoile le caractère sacré du Japon en revenant au Moyen-Orient, ce qui lui vaut une condamnation pour hérésie et sa condamnation à la crucifixion. Cependant, les Romains capturent par erreur son frère cadet, Jacques (Isukiri), tandis que Jésus parvient à fuir. Il embarque sur un navire et emporte avec lui une oreille tranchée de son frère crucifié et une mèche de cheveux de sa mère, Marie.
Il parcourt la Sibérie et l'Alaska avant d'accoster à Hachinohe, puis de s'arrêter à Shingō. Dans ce village, il prend une nouvelle identité, Taro Daitengu (ou Torai Taro Tengu) et se consacre à l'agriculture. Il épouse une femme japonaise, Miyuko, avec qui il a trois filles. Il y vit jusqu'à l'âge de 106 ans, mourant de causes naturelles.

## Sources